# لغة واضحة

اللغة الواضحة (البسيطة)- تعرف بأنها الكتابة المصممة لضمان فهم القارئ بسرعة وسهولة وبشكل كامل قدر الإمكان. تسعى اللغة الواضحة إلى أن تكون سهلة القراءة والفهم والاستخدام. فهي تتجنب اللغة المطولة والمعقدة والمصطلحات المتخصصة . في العديد من البلدان، تلزم القوانين الهيئات العامة بضرورة استخدام لغة واضحة لزيادة فرص الوصول إلى البرامج والخدمات. كما تتضمن اتفاقية الأمم المتحدة لحقوق الأشخاص ذوي الإعاقة لغة واضحة في تعريفها من أجل التواصل .

## تعريف
معظم علماء القراءة والكتابة والاتصالات يتفقون فيما بينهم على أن اللغة الواضحة تعني:
- "التواصل الواضح والفعال" ( جوزيف كيمبلJoseph Kimble )
- "الاستخدام الاصطلاحي والنحوي للغة الذي يقدم الأفكار للقارئ بأكبر قدر من الفعالية" ( برايان جارنر Bryan Garner )
- "تعبير واضح ومباشر، باستخدام عدد الكلمات الضروري فقط. إنها لغة تتجنب الغموض والمفردات المتضخمة والبناء المعقد. إنها ليست لغة الأطفال، ولا هي نسخة مبسطة من ... اللغة." (دكتور روبرت إيجلسونRobert Eagleson )
- "أسلوب أدبي سهل القراءة لأنه يتناسب مع مهارة القراءة لدى الجمهور" ( ويليام دوباي William DuBay)
- "اللغة الواضحة والموجزة والصحيحة" ( ريتشارد وايديك Richard Wydick )
- "اللغة التي تسمح للقراء باتخاذ قرار مستنير بشأن المحتوى لأنها تأخذ في الاعتبار مستويات معرفتهم بالقراءة والكتابة، والقدرات المعرفية، والسياقات، والرغبات، والاحتياجات، والمواقف والتحديات." ( كانديس بيرتCandice Burt )

اللغة الواضحة تركز على طرق كتابة النص بحيث يكون واضحًا وموجزًا ووثيق الصلة وفعالًا ويتدفق بشكل جيد للقارئ. ويذكر مركز اللغة الواضحة أن: "المستند أو موقع الويب أو غيرها من أشكال المعلومات الأخرى تكون مكتوبة بلغة واضحة عندما يكون الجمهور المستهدف قادرًا على قراءتها وفهم مضمونها والتصرف بناءً عليها بثقة". إن الكتابة بلغة واضحة لا تعني تبسيط وتوضيح المفاهيم بشكل مبالغ فيه، وإنما تعني تقديم المعلومات بطريقة تجعلها أسهل في الفهم والاستخدام من قبل جمهور أوسع. هذا، وتظل النصوص المكتوبة باللغة الواضحة رسمية، ولكنها أسهل للقراءة وتبعث الثقة لدى القارئ.
ويكن القول ان استخدام اللغة الواضحة في الاتصالات يؤدي في نهاية المطاف إلى تحسين الكفاءة، حيث يوجد قدر أقل من الغموض بالنسبة للقراء، والتوضيحات والتفسيرات تأخذ وقت أقل. يؤدي التواصل الواضح إلى تحسين تجربة المستخدم مع المؤسسة، مما يؤدي في النهاية إلى خلق الثقة في الشركة.

## المبادئ التوجيهية والنصائح
الكتاب الذين يرغبون في الكتابة بلغةواضحة يتعين عليهم أن يأخذوا في الاعتبار، أولاً وقبل كل شيء، جمهورهم المستهدف. ويجب أن يكون لذلك تأثير على المعلومات المضمنة في النص وكيفية كتابتها. الجماهير المختلفة لديها احتياجات مختلفة، ولذلك تتطلب معلومات مختلفة. فعند الكتابة، من المهم مراعاة ما يحتاج الجمهور المستهدف إلى تحقيقه، وما هي المعلومات التي يحتاجون إليها لإكمال ذلك، وكميتها. ستؤثر احتياجات الجمهور المستهدف أيضًا على المفردات المختارة: الكتابة لشخص في نفس مجال المؤلف تختلف عن الكتابة لشخص لغته الأم ليست الإنجليزية.
تنظيم النص بشكل منطقي: يجب ذكر المعلومات الأكثر أهمية أولا، في النص ككل وفي كل فقرة على حدة . فالعناوين من شأنها أن تساعد القارئ على قراءة النص بسرعة أكبر للوصول على ما يبحث عنه. وينبغي أن تكون الجمل قصيرة، وتتضمن المعلومات الضرورية فقط. فالجملة الطويلة والمطولة تميل بطبيعتها إلى تقديم الكثير من المعلومات في ذات الوقت، وتقوم بطمس النقطة الرئيسية. وعليه يجب أن يكون النص مباشرًا وموجزًا، ويسهل تدفقه.
والمفردات المختارة يجب أن تظل واضحة وبسيطة ومألوفة. وينبغي تفضيل اللغة اليومية على لغة الاختصارات واللغة المتخصصة واللغة القانونية. اللغة الواضحة تفضل استخدام صيغة الفعل للكلمة، بدلاً من صيغة الاسم. ولزيادة الوضوح، يتم استخدام الصيغة النشطة، حيث يقوم الفاعل بفعل الفعل. الجمل المكتوبة باللغة الواضحة لها بناءًا إيجابيًا وتخاطب القارئ بشكل مباشر.
وتأخذ الكتابة باللغة الواضحة أيضًا في الاعتبار الطريقة التي يتم بها عرض النص. فمن المهم اختيار الخط الذي يسهل قراءته، وضبطه على حجم مناسب. حيث إن الجمل المكتوبة بالأحرف الكبيرة يكون من العوبة بمكان قراءتها، لأن الحروف تكون أقل قابلية للتمييز عن بعضها البعض. إن عناصر التصميم البسيطة مثل ترك المسافات البيضاء واستخدام النقاط واختيار الألوان المتباينة تشجع المستخدم على قراءة النص وتزيد من قابلية القراءة.

## الأغراض

### فهم القراءة
أنصار اعتماد اللغة الواضحة يزعمون أنها تعمل على تحسين فهم اللغة وقابليتها للقراءة، وتمنح القراء إمكانية أكبر للوصول إلى المعلومات. تسمح اللغة الواضحة بقراءة المستندات وفهمها من قبل قاعدة أكبر من الجمهور، حيث يتضمن تبني اللغة الواضحة غالبًا إعادة صياغة كتابة مستندات تقنية للغاية ومحددة في مجال معين، من قبيل المستندات القانونية والطبية.

### إمكانية الوصول
ويشجع بعض الباحثين استخدام اللغة الواضحة بوصفها وسيلة لجعل الوثائق في متناول الجميع، وخاصة بالنسبة للقراء من ذوي الإعاقة أو أولئك الذين يفتقرون إلى الخبرة والتعليم لفهم الوثائق التقنية للغاية. يمكن أن تعمل اللغة الأكثر وضوحًا على تقليل العبء المعرفي للقارئ، وتحسين القدرة على الاحتفاظ بالمعلومات لدى القراء الذين يواجهون صعوبة في قراءة المستندات المعقدة عادةً. يمكن أن تؤدي التغييرات في الخط وحجم النص واللون إلى جعل النصوص أكثر قابلية للقراءة للأشخاص الذين يعانون من ضعف البصر. بعض العلماء يرون أن اللغة الواضحة من منظور العدالة الاجتماعية هي بمثابة وسيلة لزيادة المساواة في الوصول إلى المعلومات، وخاصة بالنسبة للسكان المهمشين الذين قد يكون لديهم وصول أقل إلى التعليم.

### العمل الأخلاقي
على حين أن اللغة الواضحة لها نتائج عملية إيجابية في العديد من المواقف، فمن الممكن أيضًا فهمها وتأويلها في إطار العمل الأخلاقي. في حين لا يتفق جميع من يمارسون اللغة الواضحة والعلماء على أن "اللغة الواضحة حق مدني"، كما يعلن شعار مركز اللغة الواضحة في الولايات المتحدة، نجد أن العديد من الممارسين يتفقون على أن استخدام اللغة الواضحة هو جانب من العمل الأخلاقي، مثل الاستجابة والاحترام والصدق والأمانة والإنصاف. ومن ناحية أخرى، يمكن أيضًا استخدام اللغة الواضحة لأغراض غير أخلاقية، مثل إخفاء الحقائق مثلاً أو حجبها. ولذلك يقترح ويليرتون Willerton إطار عمل (BUROC) من أجل تحديد المواقف التي تتطلب العمل الأخلاقي للغة الواضحة: البيروقراطية، غير المألوفة، الموجهة نحو الحقوق، الحرجة.

## أمثلة
| النص الأصلي | لغة بسيطة |
| --- | --- |
| تشكل بيئة التعلم عالية الجودة شرطًا ضروريًا لتسهيل وتعزيز عملية التعلم المستمرة. | يحتاج الأطفال إلى مدارس جيدة حتى يتمكنوا من التعلم بشكل جيد. |
| يعتبر التخلي عن السلاح الناري شرطا إلزاميا. | يجب عليك تسليم أسلحتك. |
| يظل هذا الأمر القضائي المؤقت ساري المفعول ضد الطرفين حتى صدور الحكم النهائي بالطلاق أو أمر الانفصال القانوني، أو رفض الشكوى، أو توصل الطرفين إلى اتفاق، أو حتى تعدل المحكمة أو تحل هذا الأمر القضائي. لا يمنع هذا الأمر القضائي أيًا من الطرفين من التقدم إلى المحكمة بطلب للحصول على أوامر مؤقتة أخرى، أو أمر قضائي ممتد أو تعديل أو إلغاء هذا الأمر القضائي المؤقت. | يجب عليك اتباع هذا الأمر حتى تقوم المحكمة بتغييره أو إنهائه، أو يتم الانتهاء من قضيتك أو رفضها، أو تتوصل أنت وزوجتك إلى اتفاق. يجوز لأي من الزوجين أن يطلب من المحكمة تغيير هذا الأمر أو إلغائه أو إصدار أوامر جديدة. |
| "في حين أننا ملتزمون بشبكتنا العالمية التي لا مثيل لها، وتستمر استراتيجيتنا في الاستفادة منها، فقد حددنا مناطق ومنتجات لا يوفر فيها حجم أعمالنا عائدات مجدية. وسنعمل على زيادة كفاءة التشغيل لدينا من خلال تقليل الطاقة الفائضة والنفقات، سواء كانت تركز على التكنولوجيا أو العقارات أو تبسيط عملياتنا".                                                             | نحن شركة ناجحة، ولكن اليوم أعلنا عن تسريح عدد من الموظفين. سوف يوفرون لنا المال. |

## تاريخ

### التاريخ المبكر
قال الفيلسوف الروماني شيشرونCicero : "عندما تريد أن ترشد، كن مختصرًا؛ حتى تستطيع استيعاب عقول الرجال بسرعة ما تقوله، وتتعلم درسه، وتحفظه بأمانة. كل كلمة غير ضرورية تتدفق فقط على جانب العقل الممتلئ".
لقد سخر وليم شكسبير من الأسلوب المتكلف، كما ورد في خطابات دوجبيري في مسرحية "كثير من اللغط حول لا شيء" . كان الأسلوب الواضح أو الأصلي، في الواقع تقليدًا أدبيًا كاملاً خلال عصر النهضة الإنجليزية، بداية من جون سكيلتونJohn Skelton إلى بن جونسونBen Jonson ، وشمل شعراء من قبيل بارنابي جوجBarnabe Googe ، وجورج جاسكوينGeorge Gascoigne ، ووالتر راليWalter Raleigh ، وربما العمل اللاحق لفولك جريفيل<a href="https://en.wikipedia.org/wiki/Fulke_Greville" rel="mw:ExtLink" title="Fulke Greville" class="mw-redirect cx-link" data-linkid="99">Fulke Greville</a> . بالإضافة إلى بساطته اللغوية البحتة، استخدم الأسلوب الواضح أسلوبًا شعريًا قويًا ما قبل عصر البتراركان (كل مقطع لفظي إما مشدد عليه بوضوح أو غير مشدد عليه بوضوح).

### القرن التاسع عشر
وبحلول نهاية القرن التاسع عشر، بدأ العلماء بدراسة ميزات اللغة الواضحة. ألف أ.ل. شيرمانA. L. Sherman، أستاذ الأدب الإنجليزي في جامعة نبراسكاNebraska، كتاب "تحليلات الأدب: دليل للدراسة الموضوعية للنثر والشعر الإنجليزي" في عام 1893م. في هذا العمل، أظهر شيرمان أن الجملة الإنجليزية النموذجية قد م اختصارها بمرور الوقت، وأن اللغة الإنجليزية المنطوقة هي نمط للغة الإنجليزية المكتوبة.

كتب شيرمان:
بشكل مختصر، سوف تتبع اللغة الإنجليزية الأدبية أشكال اللغة الإنجليزية المنطوقة القياسية والتي جاءت منها. ولا ينبغي للإنسان أن يتحدث أسوأ مما يكتب، كما لا ينبغي له أن يكتب أفضل مما ينبغي أن يتحدث... إن الجملة الشفهية هي الأكثر وضوحاً لأنها نتاج ملايين الجهود اليومية المبذولة لكي تكون واضحة وقوية.

### 1900 إلى 1950
وقد استكمل عملان صدرا عام 1921م، هما كتاب "عقل المشتريThe Mind of the Buyer" لهاري كيتسون Harry Kitson، و"كتاب كلمات المعلم" لإدوارد إل. ثورندايكEdward L. Thorndike، من حيث انتهى شيرمان. كان عمل كيتسون هو الأول في تطبيق علم النفس التجريبي على الإعلان. ونصح باستخدام الكلمات والجمل القصيرة. كما احتوى عمل ثورندايك على تصنيفات ترددية تصل إلى 10000 كلمة. ويوصي باستخدام التصنيفات الموجودة في كتابه لتقييم الكتب ليس فقط للطلاب في المدارس، ولكن أيضًا للقراء العاديين والبالغين الذين يتعلمون اللغة الإنجليزية. كتب ثورندايك:
من المفترض بشكل عام أن الأطفال والبالغين يفضلون القصص التافهة إلى حد كبير، حبث أنها أكثر إثارة وتحفيزًا فيما يتعلق بالجنس. ومع ذلك، هناك سبب للاعتقاد بأن السهولة الأكبر في القراءة فيما يتصل بالمفردات والبناء والحقائق، تشكل سبباً مهماً للغاية لأن تكون مفضلة. وعليه فإن إحصاء مفردات "الكتب الأكثر مبيعا" وتلخيصها في إطار قائمتنا سيكون مفيدا للغاية.
وقد شهدت ثلاثينيات القرن العشرين العديد من الدراسات حول كيفية جعل النصوص أكثر قابلية للقراءة. ففي عام 1931م، قام دوغلاس تايلرDouglas Tyler ورالف وابلزRalph Waples بنشر نتائج دراستهم التي استمرت لمدة عامين، بعنوان "ما يريد الناس قراءته". وفي عام 1934م، قام كل من رالف أوجيمان Ralph Ojemann وإدغار ديل ، ورالف وابلز بنشر دراستين حول الكتابة للبالغين ذوي القدرة المحدودة على القراءة. وفي عام 1935، تعاون عالم النفس التربوي ويليام إس. جراي<a href="https://en.wikipedia.org/wiki/William_S._Gray" rel="mw:ExtLink" title="William S. Gray" class="cx-link" data-linkid="128">William S. Gray</a> مع بيرنيس ليريBernice Leary لنشر دراستهما "ما الذي يجعل الكتاب قابلاً للقراءة".
وفي مقالته " السياسة واللغة الإنجليزية " التي كتبها جورج أورويلGeorge Orwell عام 1946م، استنكر أورويل الأسلوب المتكلف، وعقم المعنى، والغموض، والتعبيرات البالية للغة السياسية. وفي عام 1979م، تأسست حملة اللغة الإنجليزية الواضحة في لندن لمحاربة "اللغة العامية والمصطلحات القانونية".

### 1951 إلى 2000
قاد ليمان برايسون<a href="https://en.wikipedia.org/wiki/Lyman_Bryson" rel="mw:ExtLink" title="Lyman Bryson" class="cx-link" data-linkid="136">Lyman Bryson</a> في كلية المعلمين بجامعة كولومبيا Columbia University الجهود الرامية إلى تزويد القراء العاديين بمزيد من الكتب ذات المحتوى الذي يتعامل مع العلوم والأحداث الجارية. ومن بين طلاب برايسون إيرفينج لورج ورودولف فليش ، اللذين أصبحا من قادة حركة اللغة الواضحة. في عام 1975، تعاون فليش مع جيه بيتر كينكايد لإنشاء اختبار فليش-كينكايد للقراءة ، والذي يستخدم خوارزمية لإنتاج درجات مستوى الصف التي تتنبأ بمستوى التعليم المطلوب لقراءة النص المحدد. تنظر الأداة إلى طول الكلمة (عدد الحروف) وطول الجملة (عدد الكلمات) وتنتج درجة مرتبطة بمستوى المدرسة الابتدائية في الولايات المتحدة. على سبيل المثال، تعني الدرجة 8.0 أن طالب الصف الثامن يستطيع قراءة المستند.
ومن بين الذين قادوا لاحقًا أبحاثًا في اللغة الواضحة وقابلية القراءة المعلم إدغار ديلEdgar Dale من ولاية أوهايو، وجين إس. تشال<a href="https://en.wikipedia.org/wiki/Jeanne_Chall" rel="mw:ExtLink" title="Jeanne Chall" class="cx-link" data-linkid="145">Jeanne S. Chall</a> من مختبر القراءة بجامعة هارفارد، وجورج آر. كليرGeorge R. Klare من جامعة أوهايو. وقد أدت جهودهم إلى نشر أكثر من 200 صيغة للقراءة و1000 دراسة منشورة حول القراءة.
وبداية من العام 1935م، أظهرت سلسلة من المسوحات حول محو الأمية أن القارئ العادي في الولايات المتحدة الأمريكية كان بالغًا ذو قدرة محدودة على القراءة. اما اليوم، يقرأ الشخص البالغ المتوسط في الولايات المتحدة الأمريكية بمستوى الصف التاسع.
وكثيرا ما تتم الإشارة إلى إمكانية الوصول إلى المعلومات الصحية وفرص التنمية التعليمية والاقتصادية والبرامج الحكومية في سياق العدالة الاجتماعية. ولضمان قدرة المزيد من أعضاء المجتمع على الوصول إلى هذه المعلومات، يستخدم العديد من المعلمين البالغين والكتاب القانونيين ومطوري البرامج الاجتماعية مبادئ اللغة الواضحة، وذلك عندما يقومون بتطوير الوثائق العامة. إن الهدف من الترجمة إلى اللغة الواضحة إنما يتمثل في زيادة إمكانية الوصول إليها لتلك الفئة التي لديها مستويات معرفة أقل بالقراءة والكتابة.
في الولايات المتحدة الأمريكية، بدأت الحركة نحو الكتابة القانونية باللغة الواضحة مع كتاب "لغة القانون" والذي كتبه ديفيد ميلينكوفDavid Mellinkoff عام 1963م. ومع ذلك، اكتسبت الحركة شعبية كبيرة بفضل كتاب "الإنجليزية الواضحة للمحامين" الذي كتبه ريتشارد وايديك Richard Wydick عام 1979. تبع ذلك إصدار سندات دين مكتوبة بلغة واضحة ومشهورة من قبل شركة Nationwide Mutual Insurance وشركة Citibank في سبعينيات القرن العشرين.
وبسبب قلقه تجاه العدد الكبير من الدعاوى المرفوعة ضد عملائه لتحصيل الديون المعدومة، اتخذ البنك طواعية قرارًا بتنفيذ سياسات اللغة الواضحة في عام 1973م. وفي ذلك العقد نفسه، نجحت حركة حقوق المستهلك في تمرير تشريع يفرض استخدام لغة واضحة في العقود، ووثائق التأمين، واللوائح الحكومية. وقد بدأت كليات الحقوق الأمريكية في إلزام الطلاب بأخذ دروس في الكتابة القانونية تشجعهم على استخدام اللغة الإنجليزية الواضحة قدر الإمكان وتجنب المصطلحات القانونية، إلا عندما يكون ذلك ضروريًا للغاية. وقد أدى الغضب العام إزاء العدد المتزايد من النماذج الحكومية غير القابلة للقراءة إلى صدور قانون الحد من الأعمال الورقية وذلك في عام 1980م.
وفي عام 1972م، حظيت حركة اللغة الواضحة بتطبيق سياسي عملي، وذلك عندما أصدر الرئيس ريتشارد نيكسون Richard Nixon مرسوماً يقضي بأن "يتم كتابة السجل الفيدرالي بلغة واضحة ومفردات عامة". وفي 23 مارس 1978م، قام الرئيس الأمريكي جيمي كارتر Jimmy Carter بالتوقيع على الأمر التنفيذي رقم 12044، والذي ينص على أن المسؤولين الفيدراليين يجب عليهم أن يتأكدوا من أن كل لائحة "مكتوبة باللغة الإنجليزية الواضحة ومفهومة لأولئك الذين يجب عليهم الامتثال لها". وفي عام 1981م قام الرئيس رونالد ريجانRonald Reagan بإلغاء هذه الأوامر، لكن العديد من الوكالات السياسية استمرت في اتباعها. وبحلول عام 1991م، أقرت ثماني ولايات أيضاً تشريعات تتعلق باللغة الواضحة. تأسست منظمة اللغة الواضحة الدولية (PLAIN) في عام 1993م باعتبارها شبكة اللغة الواضحة. عضويتها دولية؛ حيث تم تأسيسها كمنظمة غير ربحية في كندا في عام 2008م. في يونيو 1998م، أصدر الرئيس بيل كلينتون Bill Clinton مذكرة دعا فيها الوزارات والوكالات التنفيذية إلى استخدام لغة واضحة في جميع الوثائق الحكومية. وفي وقت لاحق، قاد نائب الرئيس آل جور Al Gore مبادرة اللغة الواضحة التي أدت إلى تشكيل مجموعة تسمى شبكة عمل اللغة الواضحة (PLAIN) لتوفير التدريب على اللغة الواضحة للوكالات الحكومية.

### القرن الحادي والعشرين
قدمت (PLAIN) محموعة من الإرشادات للوكالات التنفيذية الفيدرالية وذلك عندما وقع الرئيس باراك أوباما Barack Obama على قانون الكتابة الواضحة لعام 2010م ، والذي يتطلب من الوكالات التنفيذية الفيدرالية وضع جميع الوثائق المغلفة الجديدة والمنقحة بلغة واضحة. وقد أشار راعي القانون، النائب الأمريكي بروس بريلي<a href="https://en.wikipedia.org/wiki/Bruce_Braley" rel="mw:ExtLink" title="Bruce Braley" class="cx-link" data-linkid="182">Bruce Braley</a> ، عند إقراره إلى أن "كتابة الوثائق باللغة الإنجليزية العامية القياسية من شأنها أن تعزز وتزيد من مساءلة الحكومة داخل أمريكا وستستمر في توفير الوقت والمال بشكل أكثر فعالية في هذا البلد".
كما تكتسب اللغة الواضحة زخمًا في المحاكم الأمريكية ووكالات المساعدة القانونية . وقد كانت كاليفورنيا California هي أول ولاية تتبنى نماذج وتعليمات المحاكم المكتوبة بلغة واضحة، ولهذا السبب حصلت على جائزة بيرتونBurton Award للإصلاح المتميز في عام 2003م. وفي عام 2006م، خلصت دراسة مقارنة أجريت حول نماذج المحاكم المكتوبة بلغة واضحة إلى أن "نماذج المحاكم المكتوبة بلغة واضحة والتعليمات الخاصة بها يمكن فهمها بشكل أفضل، كما أنها أسهل في الاستخدام وأكثر اقتصادا".
الاتحاد الأوروبي يقوم بتوفيرمعايير من أجل جعل المعلومات سهلة القراءة والفهم. القواعد قابلة للمقارنة بقواعد اللغة الواضحة. يوجد في ألمانيا مثلاً قاموس للغة الواضحة يسمى Hurraki. وفي فرنسا ، أقر المجلس الدستوري في قرار أصدره عام 2002م هدفاً دستورياً يتمثل في ضمان "وضوح وفهم" القانون الفرنسي. في عام 2013 أقر الكنيست الإسرائيلي لوائح إمكانية الوصول إلى الخدمة والتي فرضت استخدام لغة بسيطة و/أو تبسيط اللغة (بالعبرية = פישוט לשוני)،  والتي تم تدوينها لاحقًا في عام 2015م من أجل التنفيذ.
لقد قامت المنظمة الدولية للمعايير بتشكيل مجموعة عمل ضمن اللجنة الفنية ISO/TC 37 وذلك من أجل تطوير المعايير والمبادئ التوجيهية للغة الواضحة. وبدأ عملهم رسميًا في نهاية عام 2019م.

### أضداد اللغة البسيطة
- الهالة
- المصطلحات الخاصة بالشركات
- هراء
- اللغة القانونية
- كلام نفسي
- مصطلحات تقنية
- الإسهاب